# 贾拉维察湖
贾拉维察湖位于科索沃贾拉维察山下。湖面海拔2,200米（7,218英尺）。贾拉维察湖的形状像牙齿，是埃里尼克河的源头，埃里尼克河流向科索沃西部的梅托希亚地区。它的最大长度是240米（787英尺），宽度是120米（394英尺），以其众多的蝾螈而闻名，它们以飞虫为食。该湖的最大深度为3.8米（12英尺）。湖里有很多鱼，占地2公顷。  

## 图集

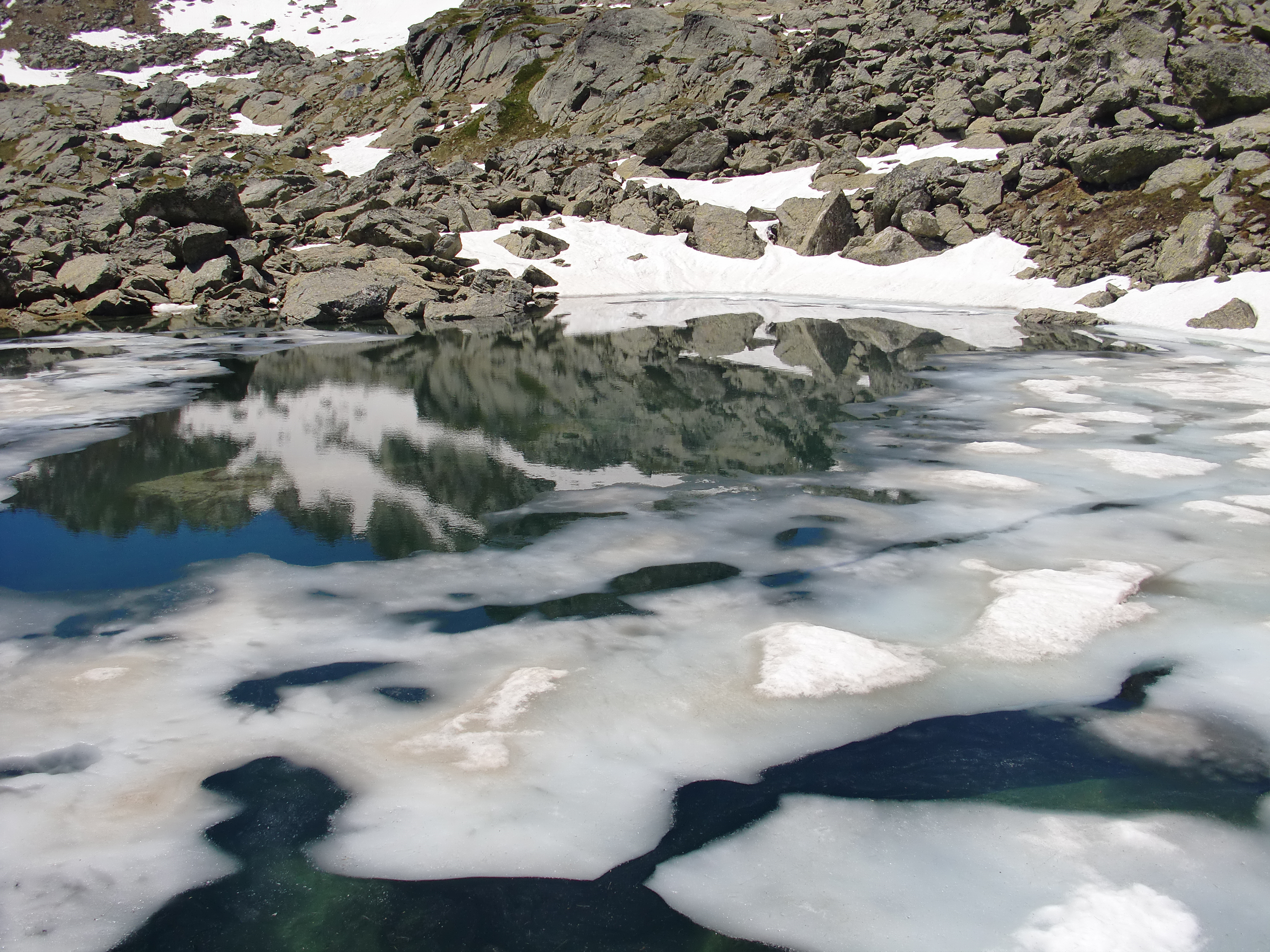
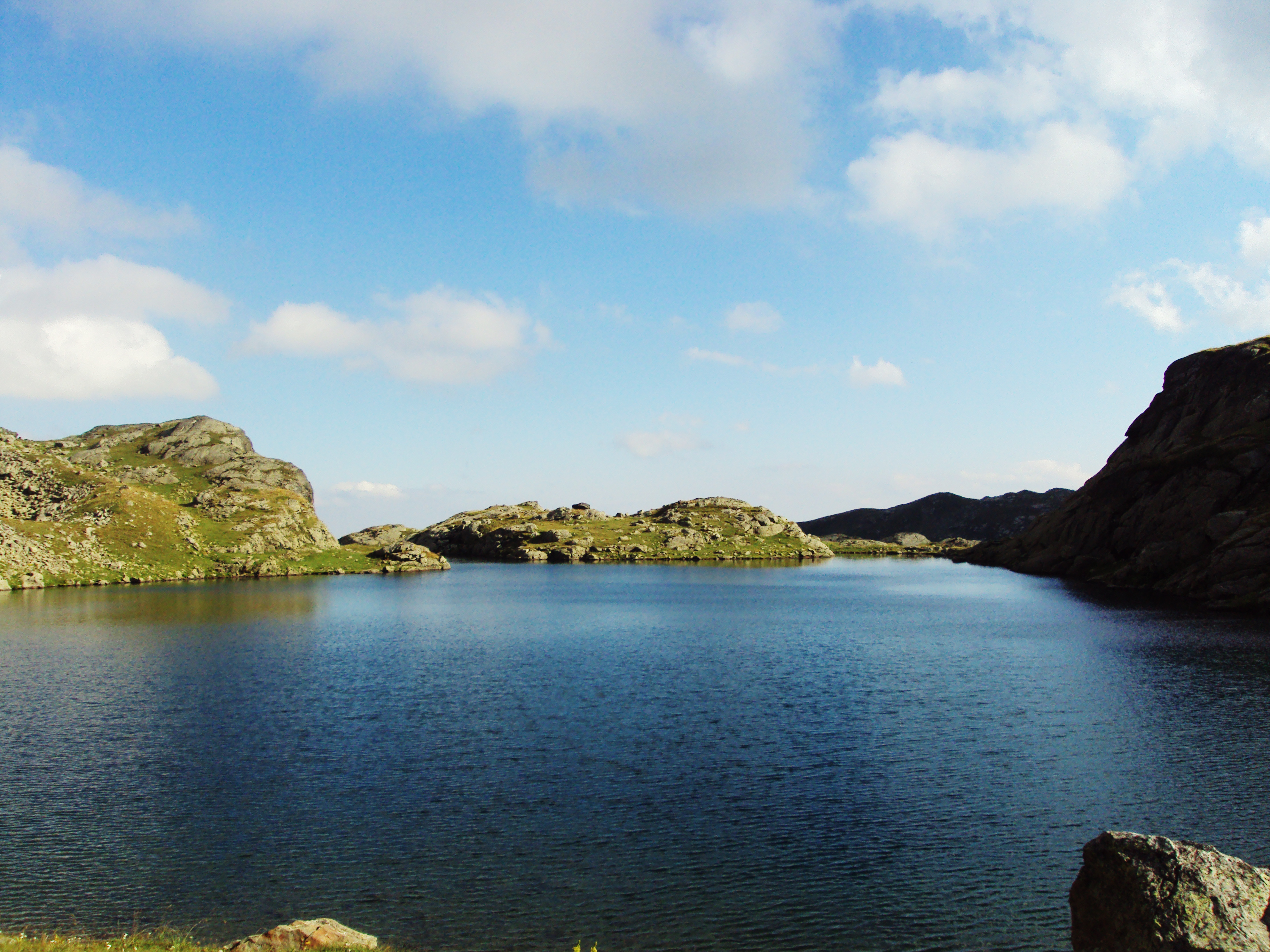
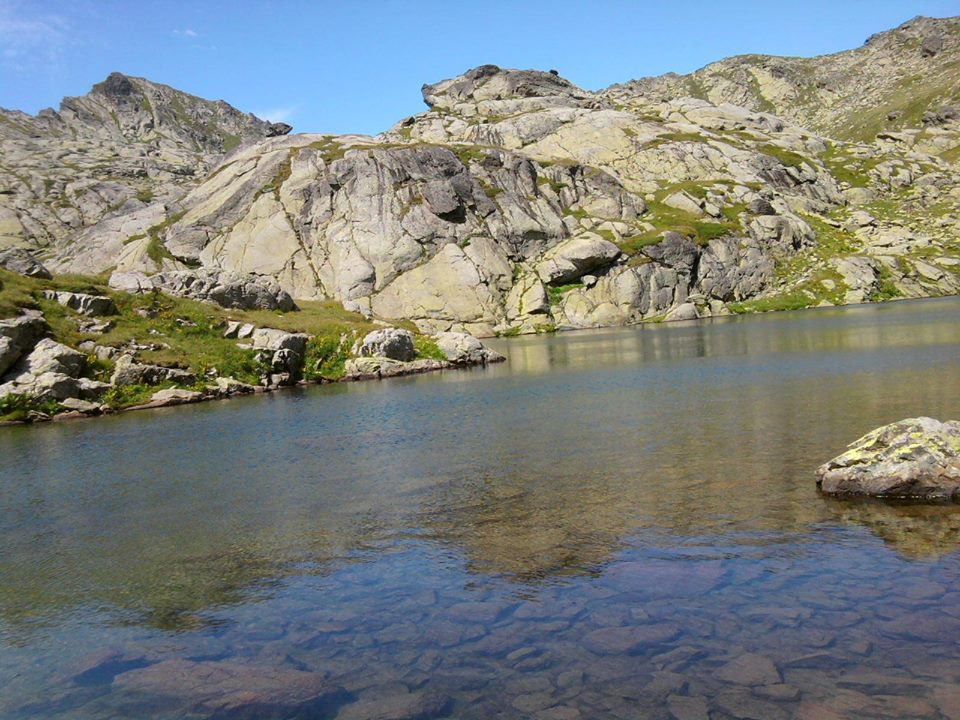
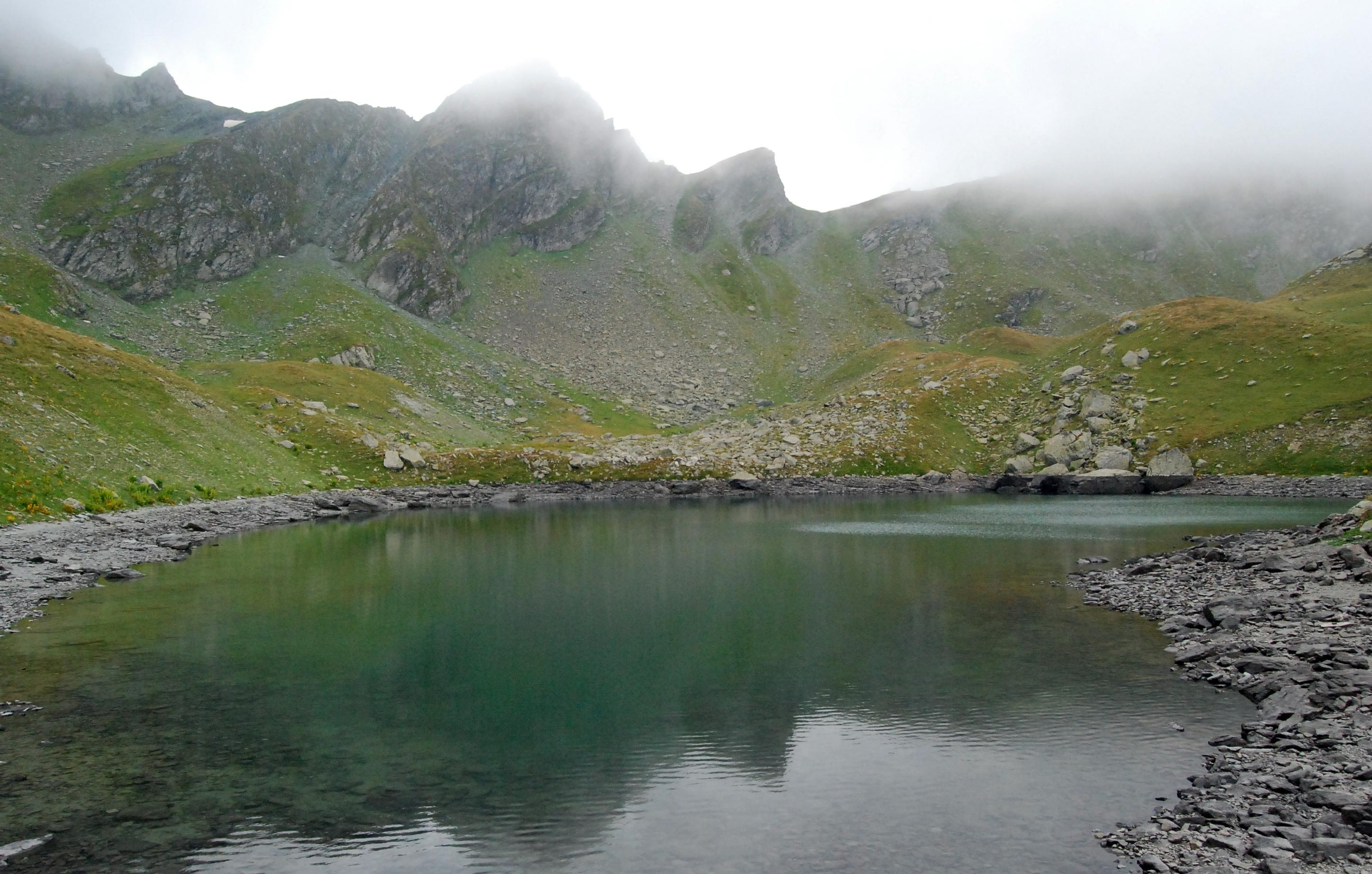